# Francis Gotch
Francis Gotch (13 de julio de 1853 - 15 de julio de 1913) fue un neurofisiólogo británico que fue profesor de fisiología en el University College de Liverpool y en la Universidad de Oxford.

## Vida y obra
Estudió en el Amersham Hall School y luego en la Universidad de Londres, donde se licenció en 1873 y posteriormente en Ciencias. Tras estudiar medicina, obtuvo el título de M.R.C.S. en 1881.
Realizó varias contribuciones pioneras a la neurofisiología británica. Junto con su cuñado, Victor Horsley (1857-1916), investigó la localización de las funciones cerebrales mediante la estimulación eléctrica de la corteza y también demostró que el cerebro de los mamíferos era capaz de producir corriente eléctrica.
En 1899 describió la "fase inexcitable" o "refractaria" que tiene lugar entre los impulsos nerviosos. También realizó importantes investigaciones en el campo de la electrorretinografía.
En 1891, con Horsley, pronunció la Conferencia Croonian ante la Royal Society de Londres, titulada "Sobre el sistema nervioso de los mamíferos: sus funciones y su localización determinada por un método eléctrico". En junio de 1892 fue elegido miembro de la Royal Society

## Fallecimiento
Su cuerpo fue enterrado en el cementerio de Wolvercote.

## Otras lecturas
- Clásicos de la Historia de la Psicología
- Ian Glynn (2000). An Anatomy of Thought. Oxford University Press US. ISBN 0-19-515803-2.
- Esta obra contiene una traducción  derivada de «Francis Gotch» de Wikipedia en inglés, concretamente de esta versión, publicada por sus editores bajo la Licencia de documentación libre de GNU y la Licencia Creative Commons Atribución-CompartirIgual 4.0 Internacional.

- Datos: Q777258
- Multimedia: Francis Gotch / Q777258